# Serrabona
|  | Per a altres significats, vegeu «Serrabona (Biosca)». |

 Serrabona és un antic municipi i un poble de la comuna de Bula d'Amunt, al Rosselló, al nord-oest del nucli principal. El nom oficial francès del poble és Serrabonne.
Serrabona va ser declarat comuna el 1790 i, més endavant, va ser fusionat el 1822 amb Bula d'Amunt. · .

## Demografia
Demografia de Serrabona.
| 1358 f | 1365 f | 1378 f | 1424 | 1515 f | 1553 f | 1720 f | 1730 f | 1767 | 1774 f | 1789 f | 1793 | 1794 | 1796 | 1800 | 1804 | 1806 | 1820 |
| ------ | ------ | ------ | ---- | ------ | ------ | ------ | ------ | ---- | ------ | ------ | ---- | ---- | ---- | ---- | ---- | ---- | ---- |
| 9      | 8      | 6      | 5    | 2      | 4      | 12     | 19     | 139  | 19     | 32     | 137  | 149  | 115  | 128  | 146  | 145  | 120  |

## Llocs d'interès
- Santa Maria de Serrabona